# أراليا صينية

أراليا صينية (الاسم العلمي:Aralia chinensis) هو نوع من النباتات يتبع جنس الأراليا من الفصيلة الأرالية.